# Mihail Jefimovics Kolcov
Mihail Jefimovics Kolcov (oroszul: Михаи́л Ефи́мович Кольцо́в) (Kijev, 1898. május 31. – Moszkva, 1940. február 2.) szovjet újságíró, forradalmár és NKVD ügynök volt. A Krokodil szatirikus folyóirat főszerkesztőjeként dolgozott.

## Életrajza
A kijevi születésű Kolcov egy zsidó cipész, Haim Movsevics Fridljand fia és Borisz Jefimov testvére volt. Kolcov részt vett az 1917-es orosz forradalomban, 1918-ban a bolsevik párt tagja lett, és részt vett az orosz polgárháborúban. Meggyőződéses kommunistaként hamarosan a szovjet értelmiségi elit kulcsfigurája lett, és vitathatatlanul a Szovjetunió leghíresebb újságírója, főként jól megírt szatirikus esszéi és cikkei miatt, amelyekben a bürokráciát és más negatív jelenségeket kritizálta. Kolcov olyan népszerű folyóiratokat szerkesztett és alapított, mint a Крокодил, Чудак, Советское фото és Огонёк, és tagja volt a Правда szerkesztőbizottságának. A Pravda tudósítójaként Spanyolországba utazott, hogy tudósítson a spanyol polgárháborúról, miközben az NKVD-nél dolgozott. Alkalmanként katonai tanácsadóként is tevékenykedett a lojalista erőknél. Kolcovot széles körben úgy tekintik, mint aki Joszif Sztálin főriportere volt a háborúban, és a feltételezések szerint közvetlen vonala volt szállodájából a Kremlbe.
A brit kommunista újságíró, Claud Cockburn, aki Spanyolországban találkozott Kolcovoval, úgy jellemezte őt, mint "egy zömök kis zsidó, hatalmas fejjel és az egyik legkifejezőbb arcú férfi, akivel valaha találkoztam... Kétségtelenül és pozitívan élvezte a veszélyt, és néha – például politikai tapintatlanságával, vagy még vadabb indiszkrét szerelmi kapcsolataival – szándékosan olyan veszélyeket teremtett, amelyeknek nem kellett volna lenniük.” George Orwell a Hódolat Katalóniának című művében (1938) azzal vádolta Cockburnt, hogy együttműködött Kolcovval abban, hogy hamis történeteket kreáljanak, amelyek a szovjet célokat szolgálnak Spanyolországban. Ernest Hemingway az Akiért a harang szól című, a háborúról szóló regényében Karkov karakterét Kolcovról mintázta. Kolcov tapasztalatait a Spanyol naplóban (Испанский дневник) írta le, amely 1938-ban jelent meg.
Kolcov 1937 novemberében visszatért a Szovjetunióba, és közeli barátja lett Jevgenyija Jezsovának, az NKVD-vezető Nyikolaj Jezsov feleségének.
1937. december 19-én Kolcov publikált egy cikket, amelyben kritizálta a tisztogatások egyes aspektusait. A cikk azt állította, hogy saját maguk védelme érdekében egyesek ártatlanokat jelentettek fel. Felszólította a pártot, a kormányt, a bíróságokat és a közvéleményt, hogy állítsák meg az ilyen „szívtelen hazudozókat, akik megsértették a szovjet polgárok jogait”.
1938. december 14-én tartóztatták le, négy héttel azután, hogy Jezsova öngyilkos lett, és kilenc nappal azután, hogy Jezsovot eltávolították az NKVD elnöki posztjáról, és Lavrentyij Berija váltotta fel. Jezsov 1939-es letartóztatása után májusban azt mondta kihallgatóinak, hogy Kolcov és Jezsova szeretők voltak, és hogy „Jezsova kapcsolatban áll Kolcovval az Anglia érdekében végzett kémkedés miatt”. Felkerült a kivégzésre kijelölt 346 „nép ellenséget” tartalmazó listára, amelyet Berija nyújtott be a Politbüronak 1940. január 16-án. A listán Jezsov, legalább 60 másik egykori NKVD-tiszt és még legalább két Jezsova egykori szeretője szerepelt, akik közül az egyik Isaac Babel író volt. Kolcovot 1940. február 2-án lőtték le. Harmadik feleségét, Maria Ostent is elítélték és lelőtték.
1954-ben rehabilitálták.

## Könyvei
- Петлюровщина. ГИЗ, 1921
- Первый круг. «Книгопечатник», 1923
- Пуанкаре-война. «Красная новь», 1923
- Идеи и выстрелы. «Молодая гвардия», 1924
- Последний рейс. ГИЗ, 1924
- Человек из будущего. ГИЗ, 1924
- Без десяти десять. «Огонёк», 1926
- Февральский март. «Огонёк», 1927
- Серебряная утка. «Огонёк», 1927
- Сотворение мира. ЗИФ, 1928
- Крупная дичь. ЗИФ, 1928
- Поразительные встречи. ЗИФ, 1929
- Конец, конец скуки мира. ГИЗ, 1930
- Астраханский термидор. «Московский рабочий», 1930
- О вечной молодости. «Огонёк», 1930
- Испанский дневник. Гослитиздат, 1938
- Избранные произведения в трёх томах., ГИХЛ, 1957

### Magyarul megjelent
- Spanyolországi napló; ford. Z. Vidor Emma; Kossuth, Budapest, 1958
- Spanyolországi napló (Испанский дневник) – Kárpáti / Kossuth, Ungvár / Budapest, 1975 · ISBN 9630901641 · Fordította: Z. Vidor Emma
- Világjárás (Избранные произведения в трёх томах) – Kossuth, Budapest, 1983 · ISBN 9630922894 · Fordította: Pető Miklós

## Lásd még
- Akiért a harang szól (Kolcov volt Karkov karaktere a történetben)
- Hemingway és Gellhorn (film)

## Egyéb információk
- The Spies Who Made History (francia nyelven)

## Fordítás
- Ez a szócikk részben vagy egészben  a   Mikhail Koltsov című angol Wikipédia-szócikk fordításán alapul.  Az eredeti cikk szerkesztőit annak laptörténete sorolja fel. Ez a jelzés csupán a megfogalmazás eredetét és a szerzői jogokat jelzi, nem szolgál a cikkben szereplő információk forrásmegjelöléseként.